# Ondřej Šulc
Ondřej Šulc (* 21. listopadu 1983, Kadaň) je český házenkářský reprezentant.
Hraje na pozici pravé spojky. Začínal v klubu HBC Jičín, kde hrál již od juniorských kategorií do roku 2006, mezitím krátce hostoval v klubu HK Kostelec na Hané.
V roce 2006 přestoupil do klubu HCB Karviná (Handball Club Banik Karviná), s nímž hrál v Poháru EHF (2009/2010) a v Lize mistrů EHF (2006/2007, 2007/2008). Od roku 2010 hraje ve francouzském klubu US Ivry Handball (Union sportive d'Ivry Handball).
Od roku 2005 hraje v české národní házenkářské reprezentaci, do níž byl zařazen jako tehdy nejlepší střelec klubu HBC Jičín.